# خانه عبدالعظیم قریب
منزل استاد دکتر عبدالعظیم قریب مربوط به دوره قاجار است و در شهرستان آشتیان، روستای گرکان، روبروی دانشسر واقع شده و این اثر در تاریخ ۵ بهمن ۱۳۷۸ با شمارهٔ ثبت ۲۵۵۱ به‌عنوان یکی از آثار ملی ایران به ثبت رسیده است.